# پارک ملی کابو پالمو
پارک ملی کابو پالمو (به اسپانیایی: Parque nacional Cabo Pulmo) یک پارک ملی در مکزیک است که در باخا کالیفرنیا سور واقع شده‌است.
کابو پالمو یک پارک دریایی ملی در ساحل شرقی مکزیک و شبه‌جزیره باخا کالیفرنیا است که تقریباً در شمال کابو سن در خلیج کالیفرنیا واقع شده‌است. تخمین زده‌شده که ۲۰۰۰۰ سال قدمت دارد، شمالی‌ترین قسمت مرجانی در شرق اقیانوس آرام است. در سال ۲۰۰۵، این پارک در فهرست جهانی میراث جهانی یونسکو به عنوان بخشی از یک ویژگی سریالی بزرگ‌تر شناخته‌شده به نام میراث کالیفرنیا، با به رسمیت شناختن تنوع زیستی فوق‌العاده متنوع، بهره‌وری نیروی دریایی، گونه‌ها بومی انحصاری، و قابل‌توجه زیبایی طبیعی ثبت شد.